# Le Voïévode (ballade symphonique)
Pour les articles homonymes, voir Le Voïévode.
Le Voïévode, ballade symphonique en la mineur (en russe : Воевода), op. 78, est une œuvre de Piotr Ilitch Tchaïkovski composée de 1890 à septembre 1891 et jouée pour la première fois le 18 novembre 1891 à Saint-Pétersbourg. L'œuvre est basée sur la traduction d'Alexandre Pouchkine du poème d'Adam Mickiewicz Le Voïévode.
C'est la première œuvre dans laquelle Tchaïkovski emploie le célesta, instrument qu'il réutilise l'année suivante dans le Casse-Noisette, en particulier dans la Danse de la Fée Dragée.
Tchaïkovski reprit la partie centrale de l'œuvre et l'arrangea pour le piano en l'intitulant Aveu passionné.

## Orchestration
| Instrumentation du Voïévode                                                                             |
| Bois |
| 3 flûtes, 2 hautbois, 1 cor anglais, 2 clarinettes (en la), 1 clarinette basse (en si bémol), 2 bassons |
| Cuivres                                                                                                 |
| 4 cors (en fa), 2 trompettes (en si bémol), 3 trombones (2 ténors et 1 basse), tuba                     |
| Percussions                                                                                             |
| timbales, caisse claire, célesta (ou piano)                                                             |
| Cordes                                                                                                  |
| 1 harpe, premiers violons, seconds violons, altos, violoncelles, contrebasses                           |